# Cantonul Guillon
Cantonul Guillon este un canton din arondismentul Avallon, departamentul Yonne, regiunea Burgundia, Franța.

## Comune
- Bierry-les-Belles-Fontaines
- Cisery
- Cussy-les-Forges
- Guillon (reședință)
- Marmeaux
- Montréal
- Pisy
- Saint-André-en-Terre-Plaine
- Sainte-Magnance
- Santigny
- Sauvigny-le-Beuréal
- Savigny-en-Terre-Plaine
- Sceaux
- Trévilly
- Vassy
- Thizy
- Vignes